# 2006년 9월
| 2006년: 1월 · 2월 · 3월 · 4월 · 5월 · 6월 · 7월 · 8월 · 9월 · 10월 · 11월 · 12월 |

| <          | 2006년 9월 | 2006년 9월 | 2006년 9월 | 2006년 9월 | 2006년 9월   | >          |
| 일         | 월         | 화         | 수         | 목         | 금           | 토         |
|            |            |            |            |            | 1 윤7.9 계사 | 2 10 갑오  |
| 3 11 을미  | 4 12 병신  | 5 13 정유  | 6 14 무술  | 7 15 기해  | 8 16 경자    | 9 17 신축  |
| 10 18 임인 | 11 19 계묘 | 12 20 갑진 | 13 21 을사 | 14 22 병오 | 15 23 정미   | 16 24 무신 |
| 17 25 기유 | 18 26 경술 | 19 27 신해 | 20 28 임자 | 21 29 계축 | 22 8.1 갑인  | 23 2 을묘  |
| 24 3 병진  | 25 4 정사  | 26 5 무오  | 27 6 기미  | 28 7 경신  | 29 8 신유    | 30 9 임술  |

| - 9월 4일 - 스티브 어윈 - 9월 10일 - 투포우 4세 편집하기 |

## 2006년9월 27일
- 몬테네그로에서 독립 이후 총선이 시작되었다.

## 2006년9월 26일
- 아베 신조가 일본의 총리로 취임했다.
- 이용훈 대법원장이 자신의 검찰·변호사 비하성 발언에 대해 공식 사과했다.

## 2006년9월 22일
- 인류 최초의 조상 루시의 자손 화석이 에티오피아에서 발견되었다.

## 2006년9월 21일
- 서울남부지방법원은 2004년 1월부터 2006년 4월까지 서울 서남부 일대에서 연쇄살인사건을 일으킨 연쇄살인범 정남규에 대해 사형을 선고했다.
- 인천 등지에서 미성년자 10여명을 대상으로 연쇄성폭행 행각을 벌인 일명 인천 발바리 김근식(당시 39세)을 검거하였다.

## 2006년9월 20일
- 태국에서 미국을 방문 중인 탁신 친나왓 총리에 반대하여, 육군 총사령관인 손티 분야랏글린 중장이 이끄는 군부 쿠데타가 일어났다.
- 일본정부가 내각회의에서 북조선에 대해 금융 제재를 실시하기로 결정했다.
- 최초의 여성 우주 관광객을 태운 러시아 우주선 소유즈 호가 국제우주정거장(ISS)에 도착했다.
- 일본 집권 자민당 새 총재에 아베 신조 관방장관이 선출됐다.

## 2006년9월 18일
- 스웨덴에서 총선이 열렸다. 이 선거에서 중도좌파가 무너지고 우파연합이 승리했다.

## 2006년9월 15일
- 중화민국 타이베이 총통부 주변에서 천수이볜 총통의 퇴진을 촉구하는 모두 100만명이 참여한 시위가 열렸다.

## 2006년9월 12일
- 예멘 남부 이브의 한 경기장에서 열린 알리 압둘라 살레 대통령의 선거전 유세에서 군중이 한꺼번에 몰려 쓰러져 짓밟히는 사고가 발생하여 최소 51명이 숨지고 238명이 중경상을 입었다.

## 2006년9월 11일
- 한국노총과 경총 그리고 정부는 "노사정회의"를 열어 "노사관계 법·제도 선진화 방안(로드맵)"에 극적으로 합의하였다. 그러나 회의에 불함한 민주노총은 "노사정 야합"이라며 강력 반발하고 총파업 투쟁을 전개할 방침이라고 밝혔다.
- 삼성전자는 40nm 기술을 적용한 32 기가바이트의 낸드플래시메모리를 개발하였다고 발표했다.
- 민주당과 민주노동당, 국민중심당의 야3당은 모임을 갖고, 전효숙 헌법재판소장 후보자 지명 과정의 논란에 대해 노무현 대통령이 사과하면 임명동의안 표결에 참여하겠다고 밝혔다.

## 2006년9월 8일
- 수도권 전철 1호선 종각역 지하상가에서 가스가 누출되어 40여명이 부상을 입었다.
- 서울대학교가 2008학년도 대학입시안을 발표했다.

## 2006년9월 6일
- 대한민국 축구 국가대표팀이 아시안컵 예선 4차전 타이완과의 경기에서 8:0으로 이겼다.

## 2006년9월 2일
- 대한민국 축구 국가대표팀이 아시안컵 예선 3차전 이란과의 경기에서 1:1로 비겼다.
- 영화 괴물이 왕의 남자를 제치고 역대 최다 흥행 영화의 영예를 안았다.

## 2006년9월 1일
- 노무현 대통령은 신임 교육부총리에 김신일 서울대학교 명예교수를 내정했다.